# Herman Verbauwen
Herman Verbauwen (ur. 16 maja 1944 w Gandawie) – belgijski pływak, uczestnik Letnich Igrzysk 1960, 1964 i 1968.
Podczas igrzysk olimpijskich w 1960 roku wystartował konkurencji 100 metrów stylem grzbietowym. Odpadł w półfinałach z czasem 1:06,2. W tej samej konkurencji startował jeszcze na igrzyskach w 1968, a w 1964 na dystansie 200 metrów, lecz na obu zawodach odpadł w eliminacjach. Podczas igrzysk w Meksyku pływał również na dystansie 100 metrów stylem dowolnym. Zajął 5. miejsce w swojej grupie eliminacyjnej z czasem 57,5.
Jest ojcem olimpijek Carine i Pascale.